# 博尔 (路易斯安那州)
博尔（英語：Ball，又被稱為「球」），是美国路易斯安那州下属的一座城市。根据2010年美国人口普查，该市有人口4,000人。建置上，属于“town”。